# Ruta Nacional A008 (Argentina)
La Ruta Nacional A008 es una autopista nacional de traza semicircular con centro en la ciudad de Rosario la cual forma parte de la red de accesos de la misma. Su extensión es de 30 km atravesando la periferia de la ciudad permitiendo bordear el casco urbano en menos de 15 minutos. Su denominación oficial es «Avenida de Circunvalación 25 de Mayo».

## Historia
La construcción de esta autopista de circunvalación comenzó en la década de 1950. En el año 1969 se abrió al público el tramo desde la Ruta Nacional 9 oeste, es decir en dirección a Córdoba, hacia el norte. Entre 1979 y 1982 fue construido el acceso al Puerto de Rosario. Entre 1985 y 1988 se pudo terminar el tramo faltante de la autopista, al sur de la ciudad.
El 25 de febrero de 2009 comenzaron las obras para agregar un tercer carril a la autopista en un tramo de 19 km. De la ruta 33 a la ruta 34 de cuatro carriles, por un monto de 583 millones de pesos.

## Recorrido
Accediendo desde el sur, el tramo más utilizado recorre por las afueras de la ciudad entre 19,2 y 21,9 km (según se ingrese por la Autopista Rosario-Buenos Aires o por la Ruta Provincial 21 vía la vecina localidad de Villa Gobernador Gálvez respectivamente) hasta las salidas norte hacia Santa Fe o hacia la RN 174 y el Puente Rosario-Victoria, atravesando la salida oeste hacia Córdoba.
Existe otro tramo menos transitado de aproximadamente 8 km, vulgarmente conocido como "Acceso Sur" que conecta el cruce de la traza y la Ruta Provincial 21 (que era la traza de la Ruta Nacional 9 antes de la construcción de la autopista de San Nicolás de los Arroyos a Rosario) con la zona portuaria desembocando en la Avenida Belgrano a sólo 2 km del Monumento a la Bandera como principal punto de atracción.
El nombre técnico de la autopista es RN A008; y ciertos tramos han sido denominados por decretos, aunque estas denominaciones son mayormente desconocidas por los rosarinos y en general la autopista es conocida por la gente simplemente como "Avenida de Circunvalación 25 de Mayo" 
- Tramo comprendido por el "Acceso Sur" -desde el nacimiento Este del Bv. 27 de Febrero hasta la intersección con calle Ayacucho (antigua salida a Buenos Aires, hoy acceso a RP21)- se denomina Ruta Nacional A008 Tte. Gral. Juan Carlos Sánchez, Decreto N.º 232 del 14/05/1981.
- Tramo comprendido entre la antigua salida a Buenos Aires (intersección calle Ayacucho) y la actual salida a Córdoba (intersección calle Eva Perón); igual denominación.
- Tramo comprendido entre la calle Eva Perón y la salida a Santa Fe (intersección Bulevar Rondeau); se denomina Ruta Nacional A008 Dr. Constantino Razzetti, Ley N.º 25769, Boletín Oficial del 01/09/2003.

Debido a su enorme importancia, se están finalizando la construcción en ambas manos de un tercer carril.

## Áreas de servicio
Las nombradas a continuación (en sentido norte/sur) son las estaciones/áreas de servicio donde se puede cargar combustible, descansar, etc ubicadas en su extensión. 
- ESSO Servicentro del Rosario - ONAS CAPSA: José María Rosa (Colectora de Circunvalación) y Rondeau.
- Circunvalación Servicios SA (Centro Field): Juan B. Baigorria 2630 y Av. de Circunvalación. Es dual (combustibles líquidos y GNC) de bandera blanca (sin marca), previamente fue ESSO hasta 1998.
- Fuel service SRL: Av. de Circunvalación y 1977 bis. NOTA: Ubicada dentro del supermercado Carrefour. Es de marca Petrobras.
- Malaguarnera, Roberto: Av. de Circunvalación 721 bis. Es dual (combustibles líquidos y GNC) y de marca Shell.
- Energía y Servicios SA: Av. Córdoba y Av. de Circunvalación. Es de marca Petrobras.
- DECE SA: Av. de Circunvalación y 27 de febrero. Es de bandera blanca (durante años fue Isaura, a partir de 1996 EG3 y desde 2005 sin marca).
- GNC Rosario Circunvalación SRL. Ovidio Lagos 6301 (a 200 metros de Av. de Circunvalación). Es dual (combustibles líquidos y GNC) y de marca Shell.

## Intersecciones
|  |  |  | RM |

|  |  |  | RMoW2 |

|  |  |  | RM |

|  |  |  | RMIhoaq |

|  |  |  | RM |

|  |  |  | RMIdo |

|  |  |  | RM |

|  |  |  | SKRZ-Muq |

|  |  |  | RM |

|  |  |  | MWPARKlr |

|  |  |  | RM |

|  | RMq | RMq | RMIcu |

|  |  |  | RM |

|  |  |  | RMIdu |

|  |  |  | RM |

|  |  |  | SKRZ-Muq |

|  |  |  | RMIdo |

|  |  |  | SKRZ-Muq |

|  |  |  | RM |

|  |  |  | MWPARKlr |

|  |  |  | RMoW2 |

|  |  |  | MWPARKlr |

|  |  |  | RM |

|  | FLUG |  | RMIdu |

|  |  |  | RM |

|  |  |  | MWKRZo |

|  |  |  | RM |

|  |  |  | RMIdo |

|  |  |  | RM |

|  |  |  | SKRZ-Muq |

|  |  |  | RM |

|  | FLUG |  | RMIdo |

|  |  |  | RM |

|  |  |  | RMIdo |

|  |  |  | RM |

|  | RMq | RMq | RMIcu |

|  |  |  | RM |

|  |  |  | SKRZ-Muq |

|  |  |  | RM |

|  |  |  | RMIdo |

|  |  |  | RM |

|  |  |  | MWKRZo |

|  |  |  | RM |

|  |  |  | RMIdo |

|  |  |  | RM |

|  |  |  | SKRZ-Muq |

|  |  |  | RM |

|  |  |  | RMIdu |

|  |  |  | RM |

|  |  |  | SKRZ-Muq |

|  |  |  | RM |

|  |  |  | RMIdo |

|  |  |  | RM |

|  | RMq | RMq | RMIco |

|  |  |  | RM |

|  |  |  | MWKRZo |

|  |  |  | RM |

|  |  |  | RMIdo |

|  |  |  | RM |

|  |  |  | SKRZ-Muq |

|  |  |  | RM |

|  |  |  | RMoW2 |

|  |  |  | RMIdo |

|  |  |  | RM |

|  |  |  | MWNODEr |

|  |  |  | RM |

|  |  |  | RMoW2 |

|  |  |  | RMIdo |

|  |  |  | RMoW2 |

|  |  |  | RM |

|  |  |  | RMIdo |

|  |  |  | RM |

|  |  |  | RMIdo |

|  |  |  | RM |

|  |  |  | RMIdo |

|  |  |  | RM |

|  |  |  | RMIdo |

|  |  |  | RM |